# 72 Stunden im Geisterhaus
72 Stunden im Geisterhaus ist eine US-amerikanische Doku-Soap über die Geisterjäger Nick Groff und Katrina Weidman, die an verschiedenen Orten übernachten und dort mit technischen Hilfsmitteln paranormale Aktivitäten nachzuweisen versuchen. Sie werden dabei von einem Kameramann begleitet. In einigen Folgen wird das Team durch weitere Geisterjäger unterstützt.

## Untersuchungen
Am Anfang wird ein Vorgespräch mit dem Eigentümer oder Mieter des zu untersuchenden Objekts geführt. Danach findet eine Besichtigung statt. Die Untersuchung wird mit je nach untersuchtem Ort unterschiedlichem Equipment durchgeführt. Das wichtigste Instrument ist der Geoport. Dies ist eine Soundbox, welche akustische Signale und Sprache verstärken kann. Häufig kommen eine Nachtsichtkamera und ein Diktiergerät zum Einsatz. Laser, LED-Panels, Sensoren und Bewegungsmelder sollen dabei helfen, Bewegungen von Geistern optisch zu zeigen. Nach Abschluss der Untersuchungen erfolgt eine Auswertung.

## Episodenliste
| Nr. (ges.) | Nr. (St.) | Originaltitel                  | Dt. Titel                         | Premiere      | Dt. Premiere  |
| ---------- | --------- | ------------------------------ | --------------------------------- | ------------- | ------------- |
| 01         | 01        | Hinsdale House                 | Die Geisterfarm von Hinsdale      | 1. Apr. 2016  | 7. Okt. 2016  |
| 02         | 02        | Franklin Castle                | Das Franklin-Schloss              | 18. März 2016 | 14. Okt. 2016 |
| 03         | 03        | Trans-Allegheny Lunatic Asylum | Die Irrenanstalt                  | 4. März 2016  | 21. Okt. 2016 |
| 04         | 04        | Randolph County Infirmary      | Das Armenheim von Randolph County | 25. März 2016 | 28. Okt. 2016 |
| 05         | 05        | Anderson Hotel                 | Das Anderson Hotel                | 11. März 2016 | 4. Nov. 2016  |
| 06         | 06        | Kreischer Mansion              | Die Kreischer-Villa               | 8. Apr. 2016  | 11. Nov. 2016 |

| Nr. (ges.) | Nr. (St.) | Originaltitel           | Dt. Titel                          | Premiere      | Dt. Premiere  |
| ---------- | --------- | ----------------------- | ---------------------------------- | ------------- | ------------- |
| 07         | 01        | Oliver House            | Geister der Revolution             | 30. Dez. 2016 | 2. Juni 2017  |
| 08         | 02        | Shrewsbury Prison       | Grauen im Königreich               | 23. Dez. 2016 | 9. Juni 2017  |
| 09         | 03        | Monroe House            | Die Dämonen von Indiana            | 16. Dez. 2016 | 16. Juni 2017 |
| 10         | 04        | St. Ignatius Hospital   | Haus der verlorenen Seelen         | 6. Jan. 2017  | 23. Juni 2017 |
| 11         | 05        | Malvern Manor           | Das Mädchen im Wandschrank         | 10. Feb. 2017 | 30. Juni 2017 |
| 12         | 06        | Waverly Hills           | Die Schatten von Waverly Hills     | 13. Jan. 2017 | 7. Juli 2017  |
| 13         | 07        | Bellaire House          | Der böse Zwilling                  | 20. Jan. 2017 | 14. Juli 2017 |
| 14         | 08        | Statler City Hotel      | In den Fängen der Mafia            | 27. Jan. 2017 | 21. Juli 2017 |
| 15         | 09        | White Hill Mansion      | Samuels Schicksal                  | 3. Feb. 2017  | 28. Juli 2017 |
| 16         | 10        | Rampart St Murder House | Das Vermächtnis von Zach und Addie | 17. Feb. 2017 | 4. Aug. 2017  |
| 17         | 11        | Scutt Mansion           | Hirams Fluch                       | 24. Feb. 2017 | 11. Aug. 2017 |
| 18         | 12        | Old Chatham County Jail | Der Riese von Chatham County       | 3. März 2017  | 18. Aug. 2017 |

| Nr. (ges.) | Nr. (St.) | Originaltitel              | Dt. Titel                         | Premiere      | Dt. Premiere  |
| ---------- | --------- | -------------------------- | --------------------------------- | ------------- | ------------- |
| 19         | 01        | Old Sweet Springs          | Die Stimme aus dem Pool           | 1. März 2018  | 11. Aug. 2018 |
| 20         | 02        | Wildwood Sanitorium        | Der Doktor ruft                   | 8. März 2018  | 24. Aug. 2018 |
| 21         | 03        | Higginsport School         | Die Schule der Toten              | 15. März 2018 | 31. Aug. 2018 |
| 22         | 04        | Jim Beam Distillery        | Wo Geister über den Whisky wachen | 22. März 2018 | 21. Sep. 2018 |
| 23         | 05        | Cambria Jail               | Das Verlies                       | 29. März 2018 | 28. Sep. 2018 |
| 24         | 06        | Bobby Mackey's Music World | Amerikas gruseligste Kneipe       | 5. Apr. 2018  | 7. Sep. 2018  |
| 25         | 07        | Monroe House Revisit       | Zurück im Monroe House            | 12. Apr. 2018 | 14. Sep. 2018 |
| 26         | 08        | Beattie Mansion            | Späte Reue                        | 19. Apr. 2018 | 5. Okt. 2018  |

## Ausstrahlung & Rezeption
In Australien sendet TLC, im Vereinigten Königreich Quest Red und in Irland der Sender Really die Folgen der Fernsehsendung.
An der Sendung wird kritisiert, dass diese nicht echt sei und bereits vorab Drehbücher feststehen würden. Die Reaktionen seien oft übertrieben. Die Geräusche, die von der Technik aufgenommen würden, könnten auch durch andere Umgebungsbedingungen wie Temperatur, Raumdruck oder Wind entstehen.

## Weiterführende Informationen
Literatur
Nick Groff: A Paranormal Journey (Buch)
Weblinks
- 72 Stunden im Geisterhaus bei IMDb

Belege
1. ↑  72 Stunden im Geisterhaus IMDB – abgerufen am 1. Mai 2022
2. ↑  72 Stunden im Geisterhaus in der TLC-Mediathek – abgerufen am 1. Mai 2022
3. ↑  Episodenguide – abgerufen am 1. Mai 2022
4. ↑  72 Stunden im Geisterhaus auf TLC Australien (englisch) – abgerufen am 1. Mai 2022
5. ↑  Paranormal Lockdown auf Quest Red (englisch) – abgerufen am 1. Mai 2022
6. ↑  Paranormal Lockdown auf Really (englisch) – abgerufen am 1. Mai 2022
7. ↑  Paranormal Lockdown Fake – abgerufen am 1. Mai 2022
8. ↑  Buch auf Amazon – abgerufen am 1. Mai 2022